# Rouvroy-Ripont
Rouvroy-Ripont är en kommun i departementet Marne i regionen Grand Est (tidigare regionen Champagne-Ardenne) i nordöstra Frankrike. Kommunen ligger i kantonen Ville-sur-Tourbe som tillhör arrondissementet Sainte-Menehould. År 2022 hade Rouvroy-Ripont 3 invånare.

## Befolkningsutveckling
Antalet invånare i kommunen Rouvroy-Ripont
| Referens: INSEE |